# Cloisonism

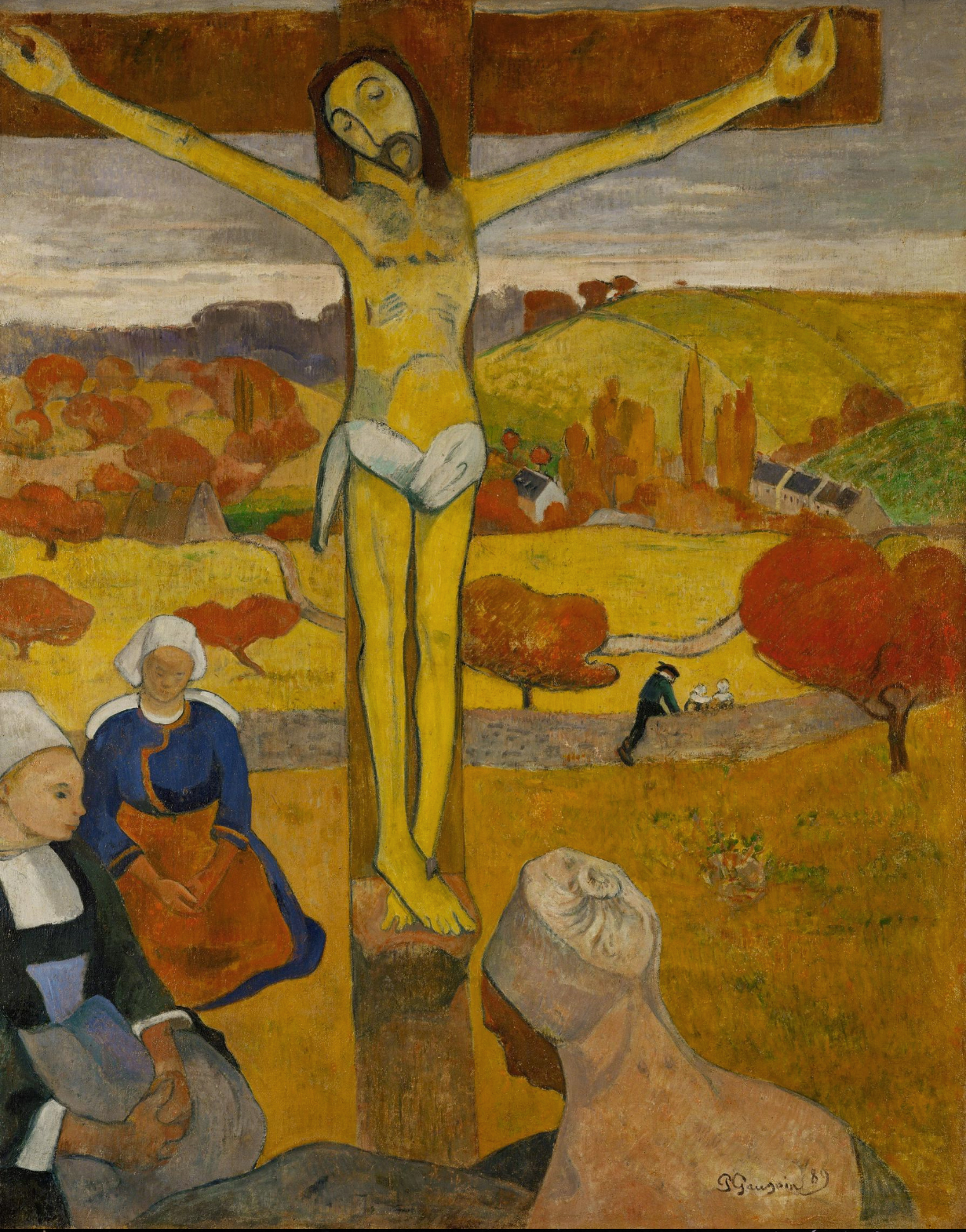
Paul Gauguin, Den gule Kristus (Le Christ jaune) (1889; Albright-Knox Art Gallery, Buffalo, New York).

Cloisonism (av franska cloison, "skiljevägg") är en måleriteknik som kännetecknas av platta färgytor avgränsade av tjocka konturer.
Stilen utvecklades av de franska symbolisterna under 1880-talet, framförallt av Émile Bernard och Paul Gauguin.